# Gonyleptes calcaripes
Gonyleptes calcaripes is een hooiwagen uit de familie Gonyleptidae.